# Clare Kilner
Clare Kilner é uma cineasta inglesa, mais conhecida por dirigir How to Deal (br: Meu Novo Amor) e The Wedding Date (br: Muito Bem Acompanhada).

## Filmografia
- Saplings (1993, curta-metragem)[1]
- Half Day (1994, curta-metragem)[1]
- The Secret (1994, curta-metragem)[1]
- Symbiosis' (1995, curta-metragem)[1]
- Daphne & Apollo (1997, curta-metragem)
- EastEnders (1997, série de televisão, 6 episódios)
- Janice Beard (1999, filme independente)
- How to Deal (2003, filme)
- Something Borrowed (2004, filme)[1]
- The Wedding Date (2005, filme)
- American Virgin (2009, filme independente)
- Child P.O.W. (2011, filme independente)